# Індекс особливої точки
Індексом ізольованої особливої точки векторного поля називається ступінь відображення Гауса.